# Arhiducele Anton, Prinț de Toscana
Arhiducele Anton de Austria (Anton Maria Franz Leopold Blanka Karl Joseph Ignaz Raphael Michael Margareta Nicetas von Habsburg-Lorena) Prinț Imperial de Austria, Prinț Regal al Ungariei, Boemiei și Toscanei; 20 martie 1901 – 22 octombrie 1987).

## Biografie
Anton a fost al șaptelea din cei zece copii ai Arhiducelui Leopold Salvator de Austria, Prinț de Toscana și ai Infantei Blanca a Spaniei, fiica lui Carlos, Duce de Madrid.
După ce a fost prezentat de regele Carol al II-lea al României, el și Prințesa Ileana a României s-au căsătorit la Sinaia la 26 iulie 1931.
Cuplul a avut următorii copii:
- Arhiducele Ștefan de Austria, Prinț de Toscana (1932–1998)
- Arhiducesa Maria Ileana de Austria, Prințesă de Toscana (1933–1959)
- Arhiducesa Alexandra de Austria, Prințesă de Toscana (n. 1935)
- Arhiducele Dominic de Austria, Prinț de Toscana (n. 1937)
- Arhiducesa Maria Magdalena de Austria, Prințesă de Toscana (n. 1939)
- Arhiducesa Elisabeta de Austria, Prințesă de Toscana (n. 1942)

Căsătoria lor s-a terminat printr-un divorț la 29 mai 1954. În timp ce Ileana a devenit călugăriță, Anton a rămas în Austria. El a murit la 22 octombrie 1987 la vârsta de 86 de ani.